# Alebroides involutus
Alebroides involutus är en insektsart som beskrevs av Irena Dworakowska 1997. Alebroides involutus ingår i släktet Alebroides och familjen dvärgstritar. Inga underarter finns listade i Catalogue of Life.